# ليبوهانغ مورولا
ليبوهانغ مورولا (بالإنجليزية: Lebohang Morula)‏ (مواليد 18 ديسمبر 1966) هو لاعب كرة قدم. يلعب مع منتخب جنوب أفريقيا لكرة القدم. سبق له أن لعب في كأس العالم لكرة القدم مع منتخب بلاده.

## روابط خارجية
- ليبوهانغ مورولا على موقع اتحاد تركيا (لاعب) (الإنجليزية)
- ليبوهانغ مورولا على موقع قاعدة بيانات كرة القدم.إي يو (الإنجليزية)
- ليبوهانغ مورولا على موقع ناشيونال فوتبول تيمز (الإنجليزية)
- ليبوهانغ مورولا على موقع عالم كرة القدم.نت (الإنجليزية)